# Samsal Dalibor
Samsal Dalibor (Dalibor Šamšal) (Fiume, 1985. december 25. –) horvát-magyar alpesisíző. Edzője: Rajko Samsal és Kelen Ádám.

## Pályafutása
A 2006-os torinói, a 2010-es vancouveri és a 2014. évi téli olimpiai játékokon Szocsiban Horvátország színeiben indult; az utóbbin a 18. helyet szerezte meg műlesiklásban.
2009. január 6-án a hazi pályán rendezett, zágrábi világkupa-futamon 21. lett szlalomban. 2013. december 15-én Val d'Isere-ben ugyanebben a versenyszámban 19. lett.
2014-ben kapta meg a magyar állampolgárságot.
A 2018. évi téli olimpiai játékokon magyar színekben indult. Óriás-műlesiklásban 44. lett, műlesiklásban
nem ért célba.